# Kirillov (ville)
Pour les articles homonymes, voir Kirillov.
Kirillov (en russe : Кириллов) est une ville de l'oblast de Vologda, en Russie, et le centre administratif du raïon de Kirillov. Sa population s'élevait à 7 562 habitants en 2013.

## Géographie
Kirillov est située au bord des lacs Siverskoïe et Dolgoïe, à 100 km au nord-est de Tcherepovets et à 111 km au nord-ouest de Vologda.
Le climat est continental :
| Mois                              | jan. | fév. | mars | avril | mai | juin | jui. | août | sep. | oct. | nov. | déc. | année |
| --------------------------------- | ---- | ---- | ---- | ----- | --- | ---- | ---- | ---- | ---- | ---- | ---- | ---- | ----- |
| Température minimale moyenne (°C) | −14  | −14  | −9   | −2    | 4   | 9    | 11   | 9    | 5    | 0    | −6   | −11  | −3,83 |
| Température moyenne (°C)          | −11  | −10  | −4   | 3     | 11  | 15   | 17   | 15   | 9    | 3    | −4   | −8   | 3     |
| Température maximale moyenne (°C) | −7   | −6   | 0    | 8     | 15  | 20   | 22   | 19   | 13   | 6    | −1   | −5   | 7     |

## Histoire
Kirillov est fondée au XIVe siècle autour du monastère de Kirillo-Belozersky comme sloboda. Elle porte le nom de saint Cyrille du Lac Blanc (1337-1427). Elle a le statut de ville depuis 1775. .
|  |

## Monastères
Trois monastères fortifiés se situent à proximité de la petite ville :
- Le monastère de Ferapontov se situe à vingt kilomètres au nord-est de la ville.
- Le monastère de Kirillo-Belozersky
- Le monastère de Goritsy

## Population
Recensements (*) ou estimations de la population
| 1856  | 1897* | 1926* | 1939* | 1959* | 1970* |
| ----- | ----- | ----- | ----- | ----- | ----- |
| 2 700 | 4 306 | 4 251 | 5 300 | 6 055 | 6 285 |

| 1979* | 1989* | 2002* | 2010* | 2012  | 2013  |
| ----- | ----- | ----- | ----- | ----- | ----- |
| 7 320 | 8 817 | 8 229 | 7 728 | 7 632 | 7 562 |